# Карасёв, Иван Никифорович
Иван Никифорович Карасёв (бел. Іван Нічыпаравіч Карасёў; 17 сентября 1902, д. Недведь, Климовичский уезд, Могилёвская губерния, Российская империя — 5 июля 1981) — советский белорусский хозяйственный, государственный и партийный деятель.

## Биография
Родился в 1902 году в деревне Недведь. Член КПСС с 1926 года.
С 1924 года — на хозяйственной, общественной и политической работе. В 1924—1959 гг. — на службе в Красной Армии, на советской и партийной работе в Белорусской ССР, 1-й секретарь Пинского областного комитета КП(б) Беларуси, участник Великой Отечественной войны, 2-й секретарь Витебского областного комитета КП(б) Беларуси, 1-й секретарь Полесского областного комитета КП(б) Беларуси, 1-й секретарь Могилёвского областного комитета КП(б) Беларуси, 1-й секретарь Оршанского городского комитета КП Беларуси, 1-й секретарь Оршанского районного комитета КП Беларуси, председатель Исполнительного комитета Оршанского городского Совета.
Делегат XVIII съезда ВКП(б).
Умер в 1981 году.